# ホースラディッシュ
ホースラディッシュ（英: horseradish、学名: Armoracia rusticana）は、アブラナ科の耐寒性の多年草。和名はセイヨウワサビ（西洋山葵）。

## 名称
英名のホースラディッシュ（horseradish）は、英単語のhorseとradish（ハツカダイコン、ラディッシュ）を組み合わせたものである。horseはウマのことであるが、かつてはよく「強い」「大きい」「粗い」といった性質を比喩する言葉として形容詞的に用いられていた。漢字では、英名を直訳して馬蘿蔔（蘿蔔はダイコンの漢名）とも表記された。
別名にワサビダイコン（山葵大根）、フランス名由来のレフォール（レホール、raifort）、ウマワサビ、英名の直訳でウマダイコン。商品名で（水場で作られることが多い本わさびに対して）「山わさび」と呼ばれることもある。

## 特徴
フィンランド、東ヨーロッパが原産。先の尖った60センチほどの明るい緑色の大きな葉が特徴である。
現在ではアメリカイリノイ州が世界需要の80％の生産を担っている。アメリカでは、コモンタイプとボヘミアンタイプの2品種が知られている。
根を乾燥させ粉末にしたものは、（場合によっては本わさびと混合して）粉ワサビやチューブ入り練りワサビの原料となる。ホースラディッシュの辛味成分は、カラシと同様に配糖体で存在するため、すりおろすことで酵素が作用して辛味と香味が発現する。
生化学実験では本種由来の酵素ペルオキシダーゼが市販、利用されている。

### 食用
白色をした根には強い辛味があり、すりおろしたものはローストビーフの薬味として欠かせないものとされる。
その他、特に生産が盛んな北海道ではすりおろしたものに醤油をかけてご飯のおかずとする習慣がある他、道産山わさびを使ったカップラーメンがコンビニエンスストアで販売されている。
ブリの刺身の薬味として用いることもある。ワサビやカラシ同様、すりおろして長時間置くと辛味成分が揮発してしまうため、早めに食べることが望ましい。
また粉ワサビやチューブ入り練りワサビなどのワサビ加工品において、本物のワサビの代用品として原材料に用いられる事が多い。

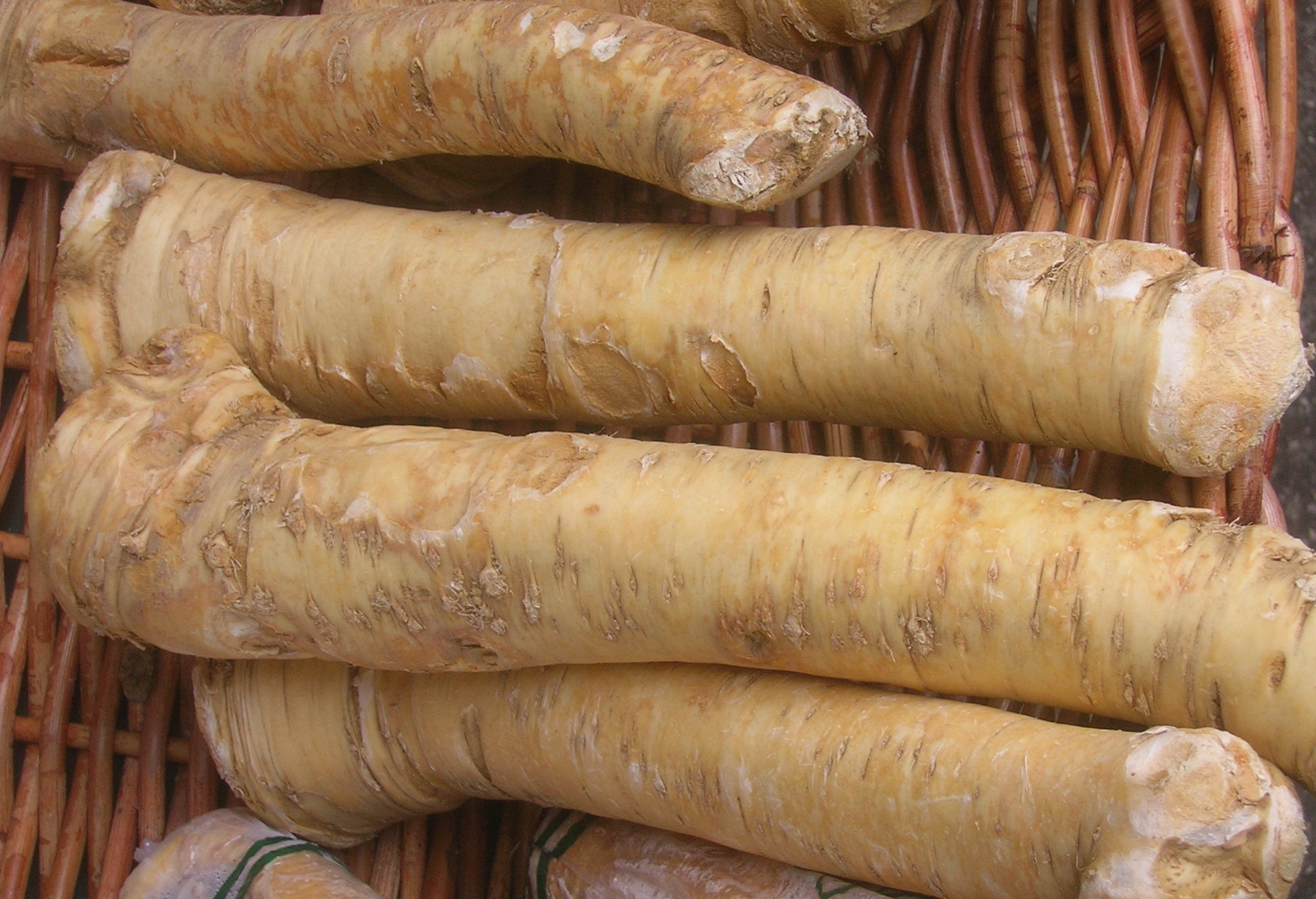
地下茎（根茎）
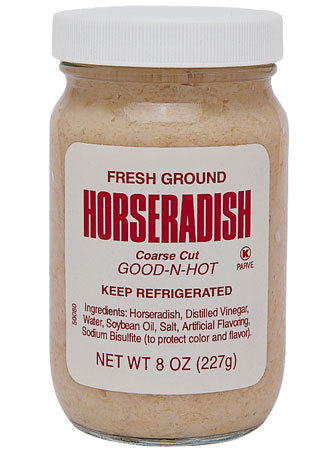
瓶詰の製品
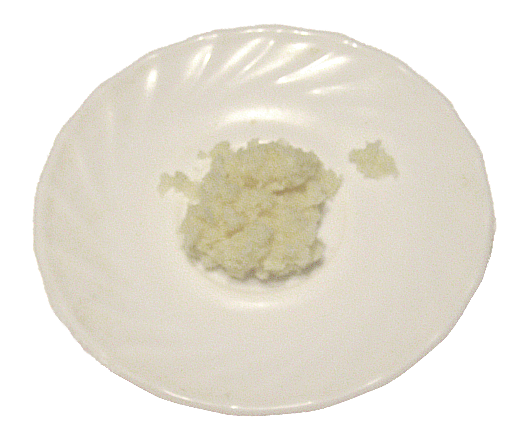
すりおろしたホースラディッシュ

## 栽培
栽培は非常に容易。生命力が強く、根の断片を土中に埋めるだけで容易に発芽する。収穫の際に取り残したり、分断してしまった根からも増える。キャベツと同じアブラナ科の植物であるため、時としてモンシロチョウの幼虫（青虫）に葉を食害される。葉は様々な昆虫に好まれ、ほとんど葉脈を残すだけになるほどに食い尽くされることも少なくないが、通常、それが原因で枯れてしまうことはない。